# دراغان تاديتش (لاعب كرة قدم)
دراغان تاديتش هو لاعب كرة قدم صربي في مركز الهجوم، ولد في 4 فبراير 1977 في Trstenik, Serbia ‏ في صربيا. لعب مع نابريداك كروشيفاتس.

## وصلات خارجية
- دراغان تاديتش (لاعب كرة قدم) على موقع عالم كرة القدم.نت (الإنجليزية)